# フィエル県

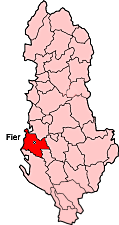
フィエル県

フィエル県（アルバニア語：Rrethi i Fierit、英語：Fier District）は、アルバニアのフィエル州に位置する、アルバニアの県の1つである。人口は200,000人（2004年度）で、面積は850km2である。県都はフィエルで、県内の他の主な都市はパトス(Patos)、Roskovecである。
フィエル県には、アポロニアという名前の古代都市があり、そしてローマ時代の著名な思想家キケロが短期間ここで勉強していたことで知られている。